# Большое Положозеро
Большое Положозеро — пресноводное озеро на территории Оштинского сельского поселения Вытегорского района Вологодской области.

## Физико-географическая характеристика
Площадь озера — 0,7 км². Располагается на высоте 174,0 метров над уровнем моря.
Форма озера лопастная, продолговатая: оно более чем на полтора километра вытянуто с севера на юг. Берега каменисто-песчаные, местами заболоченные.
Из южного залива озера вытекает Положручей, впадающий с правого берега в Педажреку, являющуюся притоком реки Мегры, впадающей, в свою очередь, в Онежское озеро.
Ближе к южной оконечности озера расположен один небольшой остров без названия.
На западном берегу озера располагается посёлок Межозерье.
Код объекта в государственном водном реестре — 01040100611102000020070.